# سیارک ۱۰۹۸۳
سیارک ۱۰۹۸۳ (به انگلیسی: 10983 Smolders، نامگذاری:3196T-3) ده هزار و نهصد و هشتاد و سومین سیارک کشف شده‌است که در ۱۶ اکتبر ۱۹۷۷ کشف شد.
قدر مطلق سیارک برابر ۱۳.۵ است.